# Antoine-Éléonor-Léon Leclerc de Juigné
Pour les articles homonymes, voir Leclerc et Juigné.
Antoine Éléonor Léon Leclerc de Juigné de Neuchelles (Paris, 2 novembre 1728 - Paris, 19 mars 1811) est un évêque français qui exerça sa charge au XVIIIe siècle.
Archevêque de Paris, il fut élu député du clergé aux États généraux de 1789.

## Biographie
Fils d'officier supérieur et frère puîné du marquis de Juigné, Antoine Éléonor Léon Leclerc de Juigné descendait d’une ancienne famille du Maine. Il était à peine âge de six ans, lorsqu’il perdit son père, colonel du régiment d'Orléans, tué en 1734, à la bataille de Guastalla.
Le jeune Leclerc fit ses humanités et sa philosophie au collège de Navarre, et entra au séminaire de Saint-Nicolas-du-Chardonnet, d’où il ne sortit que pour s’agréger à la société des théologiens de Navarre, où il fit son cours de licence et prit ses degrés.
Après son ordination sacerdotale, M. de Bezons, évêque de Carcassonne, qui était son parent, le prit pour grand-vicaire.

### Agent général du clergé
L'abbé Leclerc de Juigné fut nommé agent général du clergé en 1760. L'agent général du clergé, qui tient ses pouvoirs de l'Assemblée générale du clergé, est au centre de l'appareil administratif de l'Église et son représentant auprès du roi. Il a rang de conseiller d'État et droit d'entrée au Conseil, au comité des affaires ecclésiastiques  comme chez les ministres. D'après le Recueil concernant l’Agence générale du clergé (1767), « les agents portent tout le poids de la hiérarchie ecclésiastique. Ils sont, pour ainsi dire, les dépositaires du juridique et du temporel du clergé de France ». Le mandat durait cinq ans, mais cessait de plein droit si l’agent était nommé à un évêché. Le 16 novembre 1763, on propose à l’abbé de Juigné l’évêché de Comminges, en remplacement d'Antoine de Lastic, transféré au siège de Châlons; mais il s’excusa et préféra poursuivre son mandat.

### Évêque de Châlons
Du fait du décès brutal d'Antoine de Lastic le 23 décembre 1763, il est nommé, le 28 décembre 1763, à l’évêché comté-pairie de Châlons, on ne lui permit pas un second refus.

À son arrivée dans son diocèse, il y trouva des difficultés occasionnées par l’ascendant que le jansénisme y avait pris sous son prédécesseur : « il se crut obligé d’interdire et même d’expulser » quelques prêtres dyscoles. Ensuite, il ne s’occupa plus que du bien qu’il avait à faire. Il reconstruisit son grand séminaire, et en établit un petit, destiné à élever gratuitement ceux des enfants de la campagne qui annonçaient des dispositions pour les études et de la vocation pour l’état ecclésiastique.

« Il connaissait tous les ecclésiastiques de son diocèse, les recevait avec bienveillance, était toujours prêt à les écouter, et à entrer avec eux dans les moindres détails sur ce qui concernait le bien des paroisses, le salut des âmes, et les secours à porter où il en était besoin. Ses aumônes l’ont immortalisé dans le diocèse de Châlons, et sa mémoire y sera longtemps bénie. »

— Michaud, Biographie universelle ancienne et moderne, 1843, 2e édition
En 1776, le ciel en feu, au milieu de la nuit, annonce un incendie violent. C’était à Saint-Dizier, ville distante de Châlons de douze ou quatorze lieues, que l’incendie s’était déclaré. L’évêque, sans savoir précisément l’endroit, se porte avec célérité vers le point qui paraissait attaqué. Il trouve Saint-Dizier presque réduit en cendres. Dans l’espoir de sauver quelques victimes, il se précipite au milieu des flammes avec si peu de précaution qu’on l’y crut étouffé. La nouvelle en arriva jusqu’à Châlons, et y causa une consternation qui ne cessa qu’à son retour. Ces accidents, beaucoup trop fréquents en Champagne, déterminèrent le charitable prélat à établir à Châlons un bureau de secours pour ceux qui les éprouveraient, une des premières assurances contre l'incendie.
Persuadé qu’une augmentation considérable de revenus n’était pas, dans l’esprit des canons, un motif pour changer de siège, il avait refusé l’archevêché d'Auch, l’un des plus riches du royaume.

### Archevêque de Paris
La mort de l'archevêque de Paris, Christophe de Beaumont  en 1781, laissa le siège vacant. L'évêque d'Autun, qui tenait alors la « feuille des bénéfices », voulait y appeler l'archevêque de Toulouse, Loménie de Brienne ; mais Louis XVI s'y opposa : « Il faudrait au moins, dit-il, que l'archevêque de Paris crût en Dieu ; » et, de sa propre autorité, il y nomma le (22 décembre 1781) Antoine de Juigné, et ce malgré un grand nombre de compétiteurs. Toujours dans les mêmes sentiments de dénuement, l'évêque ne céda qu’aux ordres positifs et réitérés du roi, qui voyait dans son choix l’intérêt de la religion.
Antoine de Juigné porta dans son nouveau diocèse le même esprit, les mêmes principes d’après lesquels il avait gouverné celui de Châlons : « même prudence, même modération, même douceur, même attention à maintenir la paix, à tâcher de l’entretenir entre le sacerdoce et la magistrature ; même zèle pour la discipline ecclésiastique et la saine doctrine ; même munificence envers les pauvres : son immense revenu s’employait en aumônes, en bonnes œuvres, en établissements pieux ».
Il consacra la majeure partie des revenus de son nouveau diocèse à des œuvres de bienfaisance. Quelque considérable que fût ce revenu, il ne put suffire aux besoins du rigoureux hiver de 1788 à 1789. Le prélat y suppléa en vendant sa vaisselle, en engageant son patrimoine, et en faisant de gros emprunts, pour la garantie desquels le marquis de Juigné, son frère ainé, s’obligea jusqu’à la somme de cent mille écus.
Le zèle d'Antone de Juigné pour tout ce qui tendait au progrès des sciences ecclésiastiques lui avait fait concevoir le plan d’une école pour former des prédicateurs. Ce plan avait reçu un commencement d’exécution au Calvaire, sous la direction de l’évêque de Senez (Jean Baptiste de Beauvais). La Révolution empêcha qu’il y fût donné suite.
Au parlement de Paris, il vota, le 9 janvier 1788, pour l'édit qui accordait aux protestants l'état civil.

### États généraux et Constituante
Le 30 avril 1789, le clergé de la ville de Paris l'élut député aux États généraux. Ses deux frères y avaient été également appelés.
L'archevêque de Paris siégea, « dans ces assemblées orageuses, avec la minorité fidèle à Dieu et au roi ». Il s'opposa à la réunion des trois ordres, et, le 19 juin, proposa :
1. de vérifier les pouvoirs de la chambre du clergé et de sa constitution en chambre active ;
2. de persévérer dans l'adhésion pure et simple du plan conciliatoire proposé par les commissaires du roi ;
3. de communiquer la présente délibération aux ordres du tiers et de la noblesse ;
4. d'envoyer une députation au roi pour le supplier de s'occuper, dans sa sagesse, des moyens d'établir une correspondance entre les trois ordres des États généraux.

Cent trente-cinq voix approuvèrent cette proposition, 127 votèrent la vérification en commun, et 12 se joignirent à ces dernières avec quelques réserves. La motion, repoussée à quatre voix de majorité, valut à M. de Juigné une prompte impopularité : le 24 juin, comme il sortait de l’assemblée à Versailles, sa voiture fut assaillie et poursuivie à coups de pierres, par ce même peuple que, peu de mois auparavant, il avait arraché aux horreurs de la faim. Il n’échappa qu’avec peine à « ces mains parricides ». Le 27, il se décida à se réunir au tiers état, et son adhésion fut saluée par les acclamations générales de l'assemblée.

À l'issue de la nuit du 4 août, il proposa de chanter un « Te Deum » de réjouissance, et, le 11, il renonça aux dîmes ecclésiastiques: « 

« Au nom de mes confrères, dit-il, au nom de mes coopérateurs et de tous les membres du clergé qui appartiennent à cette auguste Assemblée, nous remettons les dîmes ecclésiastiques entre les mains d'une nation juste et généreuse. Que l'Évangile soit annoncé, que le culte divin soit célébré avec décence et dignité, que les églises soient pourvues de pasteurs vertueux et zélés ; que les pauvres du peuple soient secourus, voilà la destination de nos dîmes, voilà la fin de notre ministère et de nos vœux. Nous nous confions dans l'Assemblée nationale, et nous ne doutons pas qu'elle ne nous procure les moyens de remplir dignement des objets aussi respectables et aussi sacrés. »

— Applaudissement
 Le 20 septembre, il offrit l'argenterie des églises, et, le 14 avril 1790, envoya à l'Assemblée son serment civique.

### Émigration

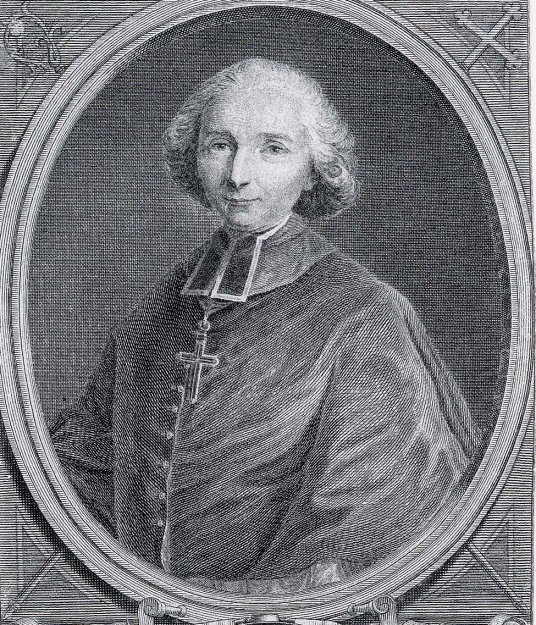
Antoine Leclerc de Juigné

Puis, effrayé par la marche des événements, il obtint du roi l'autorisation d'émigrer.
Il trouve d'abord un asile à Chambéry (États de Savoie).
De Savoie, il publia un mandement contre l'élection de Gobel au siège métropolitain, et fut dénoncé pour ce fait, le 31 mars 1791, au directoire du département de Paris qui lui reprochait de continuer à nommer de nouveaux titulaires aux canonicats vacants, bien qu'il fût émigré.
Il n'en demeurait pas moins le seul évêque légitime de Paris reconnu par le Saint-Siège. C'est pourquoi, le roi Louis XVI, à quelques heures de sa mort, donnait cette recommandation à son confesseur, l'abbé Edgeworth de Firmont qui avait été le vicaire général de Juigné : «Marquez-lui que je meurs dans sa communion et que j'ai jamais reconnu d'autre pasteur que lui... »
Juigné passa ensuite à Constance, où il fut rejoint par plusieurs évêques et un grand nombre de prêtres non-jureurs, obligés de fuir les persécutions. Il les y recueillit et les secourut : il les aida d’abord de sa bourse, de la vente du peu d’effets précieux qui lui restaient, même de sa chapelle, puis des dons qu’il avait sollicités de l’impératrice douairière de Russie, et des princes et grands prélats de l’Allemagne. Il trouva même le moyen d’établir à Constance un séminaire, où se formaient de jeunes clercs destinés à remplacer les prêtres décimés par les fureurs révolutionnaires.
De Schaffhouse, on l'accusa devant la Convention nationale (15 mars 1795) de diriger à Constance le bureau d'espionnage autrichien contre la France.
Le succès des armées françaises l'obligea (1799) à quitter cette résidence, pour accepter l'asile que lui offrit à Augsbourg, l'archevêque-électeur de Trèves, Clément Wenceslas de Saxe, oncle maternel du défunt Louis XVI.

### Premier Empire
Il revint à Paris en 1802, après la promulgation du concordat, et présenta sans difficulté, entre les mains du pape Pie VII qui la lui demandait, la renonciation à son archevêché (31 janvier 1802).
Depuis lors, il vécut dans la retraite au sein de sa famille, regretté de ses anciens diocésains, bornant ses plaisirs à des promenades solitaires, où il était tout étonné de se voir accueilli par une foule d’hommages muets, adressés bien plus à sa personne qu’à sa dignité, dont il ne portait aucune marque visible ; allant visiter, avec une inimitable simplicité, son successeur au siège de Paris (1802-1808), Jean-Baptiste de Belloy, dans un palais autrefois le sien, où tous deux se prévenaient de respect et d’égards et entretenaient les meilleures relations.
Napoléon Ier le nomma, le 21 mars 1808, chanoine du chapitre impérial de Saint-Denis, et le créa comte de l'Empire le 7 juin 1808.
Il mourut à Paris, le 19 mars 1811, dans sa 83e année, et fut inhumé au cimetière commun. Dans le service que lui fit le chapitre métropolitain, M. l'abbé Jallabert, vicaire général, prononça son oraison funèbre. Au retour du roi, le chapitre, en ayant obtenu la permission, fit exhumer et transporter le corps de Juigné dans le caveau de la cathédrale Notre-Dame destiné à la sépulture des archevêques. Un monument funéraire, pour lui et son frère, le marquis de Juigné, exécuté d'après les plans de Viollet-le-Duc, se trouve dans la chapelle Saint-Germain.
« Ses principes étaient purs, son zèle également éloigné du relâchement et de l’exagération, son esprit sans cesse occupé de ce qui pouvait servir l’Église. » Il joignait à la plus heureuse mémoire l’amour des études graves, et le goût de la bonne littérature. Il possédait parfaitement le grec : la Bible était sa lecture favorite ; il la savait par cœur, et quelque passage qu’on lui citât, il en indiquait sur-le-champ-le livre, le chapitre et le verset.

## Publications
On a de lui :
- Des Mandements :

- Ordonnance concernant la célébration de la Sainte messe, Paris (lire en ligne) ;
- Mandement de Monseigneur l'archevêque de Paris pour le saint tems du carême : Qui permet l'usage des œufs depuis le mercredi des Cendres inclusivement, jusqu'au vendredi de la Semaine de la Passion exclusivement, 1785, 2 p. (lire en ligne) ;
- Un Rituel, Châlons, 1776, 2 vol. in-4°

- Pastoral de Paris ou (la) Pastorale Parisiense, Simon, 1786, 5 vol. in-4° (lire en ligne)

- Lettre de Mgr l'archevêque de Paris [A.-E.-L. Leclerc de Juigné], à M. Oudet, président du district de Notre-Dame : réponse de M. Oudet... à la lettre ci-dessus (18 et 19 juillet 1789), impr. de Vve Hérissant, 1789, 8 p. (lire en ligne) ;
- Au nouveau Lucius de l'Église de Paris, 1791, 19 p. (lire en ligne) ;
- Ordonnance de M. l'archevêque de Paris au sujet de l'élection faite le 13 mars 1791 de M. l'évêque de Lydda par MM. les électeurs du département de Paris en qualité d'évêque métropolitain dudit département, Impr. de Crapart, 1791 (lire en ligne) ;
- etc.

## Lignée épiscopale
Le Clerc de Juigné fut consacré, le 29 avril 1764, par Charles-Antoine de La Roche-Aymon.
1. l'archevêque Antoine-Eléonore-Léon Le Clerc de Juigné (1764) ;
2. Charles Antoine de La Roche-Aymon (1725) ;
3. Henri-Pons de Thiard de Bissy (1692) ;
4. Hardouin Fortin de La Hoguette (1676) ;
5. François Harlay de Champvallon (1651) ;
6. Nicolò Guidi di Bagno (1644) ;
7. Antonio (Marcello) Barberini (Sr.), O.F.M. Cap. (1625) ;
8. Laudivio Zacchia (1605) ;
9. Pietro Aldobrandini (1604) ;
10. Ippolito Aldobrandini (Sr.) (pape sous le nom de Clément VIII) (1592) ;
11. Alfonso Gesualdo di Conza (Gonza) (1564) ;
12. Francesco Pisani (1527) ;
13. Alessandro Farnese (pape sous le nom de Paul III) (1519) ;
14. Giovanni de’ Medici (pape sous le nom de Léon X) (1513) ;
15. Raffaele Sansone Riario (1504) ;
16. Giuliano della Rovere (pape sous le nom de Jules II) ;

Le Clerc de Juigné fut le principal consécrateur de Jean-Baptiste de Chabot, évêque de Saint-Claude, et participa à la consécration de Louis-Jérôme de Suffren de Saint-Tropez, évêque de Nevers.

## Titres
- « Ex officio » :
  - Évêque comte et pair (ecclésiastique primitif) de Châlons ;
  - Dernier duc de Saint-Cloud et pair de France (comme archevêque de Paris) ;
- Comte Le Clerc de Juigné et de l'Empire (lettres patentes du 7 juin 1808, signées à Bayonne, avec transmission à l'un de ses neveux[9]) ;

## Armoiries
| Figure | Blasonnement |
| ------ | --- |
|        | Armes de la famille Leclerc de Juigné D'argent, à la croix de gueules, bordée-engrêlée de sable et cantonnée de quatre aigles du même, becquées et armées du second. |
|        | Armes du comte Leclerc de Juigné et de l'Empire D'argent à la croix engrelée de gueules cantonnée de quatre coqs à ailes ouvertes de sable becqués et onglés de gueules ; quartier des comtes-archevêques brochant sur le tout., - Livrées : blanc, rouge & noir nuancé. |

## Vie familiale
Antoine Éléonore Léon Le Clerc de Juigné était le second fils de Samuel-Jacques Le Clerc (tué le 19 septembre 1734 à la bataille de Guastalla (Espagne)), baron de Juigné, de La Lande en Poitou et de Champagne (Champagne-Hommet), colonel du régiment d'Orléans-infanterie) et de Marie Gabrielle Le Cirier de Neufchelles (1706–1763), fille de Léon Le Cirier (mort en 1733), seigneur de Neufchelles et d'Hénonville, maréchal des camps et armées du Roy, gouverneur de Sainte-Menehould, lieutenant des gardes du corps, chevalier de Saint-Louis.
L'archevêque de Paris avait trois frères et une sœur :
- Jacques Gabriel Louis Leclerc (1727–1807), marquis de Juigné, chevalier de Saint-Louis (1757), ministre plénipotentiaire en Russie (1774), lieutenant-général (1780), député aux États généraux de 1789 ;
- Armand Louis Leclerc de Juigné (né le 5 juin 1731 à Saint-Sulpice (Paris), mort le 28 décembre 1758), chevalier de Malte (de minorité), capitaine au régiment de Guyenne ;
- Léon Marguerite Leclerc (1733-1810), baron de Juigné, seigneur de Sainte-Mère-Église (1789, à cause de sa femme née Adélaïde de Saint-Simon-Courtomer), colonel du régiment d'Orléans-infanterie, admis aux honneurs de la Cour (1783), maréchal de camp (1780), député aux États généraux de 1789
- Louise Léonine Gabrielle Leclerc (morte le 19 août 1754), mariée le 24 mars 1753 avec Antoine Guy, « marquis » de Pertuis, vicomte de Baons le Comte, dont postérité.